# Kurt Middendorf
Pour les articles homonymes, voir Middendorf.
Kurt Middendorf, né le 18 septembre 1886, est un acteur allemand de l'époque du cinéma muet.

## Filmographie
- 1919 : Die Rache des Bastards
- 1919 : Dämon der Welt - 3.Teil: Das goldene Gift
- 1919 : Kord Kamphues, der Richter von Coesfeld
- 1919 : Margot de Plaisance : Camille Lemaitre
- 1919 : Ut mine stromtid
- 1919 : Lillis Ehe (autre titre Ein Gesellschaftssbild aus Berlin W.)
- 1919 : Lilli (en) : Erwin Bach
- 1919 : Verlorene Töchter - 2. Teil: Opfer der Schmach  (autres titres : Die rote Laterne, Opfer)
- 1919 : Verlorene Töchter - 3. Teil: Die Menschen nennen es liebe
- 1919 : Wie er starb
- 1919 : Nur ein Zahnstocher
- 1919 : Pierettes goldene Tasche
- 1920 : Gauner der Gesellschaft
- 1920 : Der Geistertanz
- 1920 : Am Liebeshof des Sonnenkönigs (autre titre : Louise de Lavallière)
- 1920 : Mein Leben
- 1920 : Der Traum der Herzogin
- 1920 : Maita
- 1920 : Angelo. Das mysterium des schlosses
- 1920 : Lepain, der König der Verbrecher - 3. Teil : Georg
- 1920 : Lepain, der König der Verbrecher - 4. Teil : Georg
- 1920 : Um der Liebe willen
- 1920 : Das rote Plakat - 1. Teil
- 1920 : Die Schreckensnacht auf Schloss Drachenegg
- 1920 : Das Mädchen aus der Ackerstrasse - 2. Teil
- 1920 : Der Schwarze Graf
- 1921 : Das Mädchen aus der Ackerstrasse - 3. Teil: Wie das Mädchen aus der Ackerstrasse die Heimat fand : Freiherr von Münchow
- 1921 : Die Asphaltrose : Fred
- 1921 : Der Bankspion
- 1921 : Der Kurier von Lissabon (autre titre : The Courier from Lisbon)
- 1921 : Piraten der Schönheit : Surrey Evans
- 1921 : Hände hoch - 1. Teil
- 1921 : Hände hoch - 2. Teil
- 1921 : Der König von Golconda - 1. Teil
- 1921 : Der König von Golconda - 2. Teil: Der stürzende Berg
- 1921 : Der König von Golconda - 3. Teil: Um ein Königreich
- 1923 : Der Seeteufel, 1. Teil
- 1923 : Der Seeteufel, 2. Teil
- 1929 : Einmal um mitternacht : impresario